# 愛宕浜沖窪地

愛宕浜沖窪地（あたごはまおきくぼち）は、福岡県福岡市西区愛宕浜の沖において、博多湾の埋立に用いる土砂の浚渫により生じた海底の窪地の一つ。その後発生した博多湾内の環境問題を解消するために、博多港内で航路を浚渫するときに生じる土砂などを用いて埋戻しが行われている。

## 経緯
1980年代（昭和50年代）に室見川河口の北側、愛宕の海岸において行われた住宅地の整備事業に必要な埋立て材として、同海岸の沖において土砂の浚渫が行われ、その深堀跡として大きな窪地（位置：北緯33度36分6秒 東経130度20分11秒 / 北緯33.60167度 東経130.33639度）が残された。窪地の規模は、面積が約39ヘクタール、容積が約285万立方メートルで、周辺の海底より約8メートル深くなった。

## 環境問題
博多湾はもともと湾の入り口部分が狭く、閉鎖性水域であるため、人口増加に伴う生活排水の流入に伴う海底部への栄養塩の蓄積により富栄養化が急速に進行しているところに、愛宕浜沖窪地などの窪地が残されたことから、夏季に博多湾内奥部に毎年のように発生している貧酸素水塊の原因の一つと考えられた。

## 埋戻し
博多湾における貧酸素水塊の環境問題を解消するために、同様の窪地である百道浜沖窪地と同様に、2016年（平成28年）から、博多港内の航路の浚渫で発生した土砂などを用いて、国土交通省による埋戻しが実施されている。埋戻しに当たっては、福岡市漁業協同組合などの漁業関係者から、土砂投入時の濁り対策が強く要望されたため、2重管トレミー工法の採用、自立式汚濁防止膜の設置、土運船の低速航行などの対策が講じられている。